# Hillary Wolf
Hillary Wolf (Chicago, 7 febbraio 1977) è una judoka e ex attrice statunitense.

## Biografia
Nata nell'Illinois, Hillary Wolf ha ottenuto il suo primo ruolo nel cinema nel 1984, ma si è ritirata dalla carriera di attrice nel 1992, a 15 anni, e da quel momento si è interessata esclusivamente a molti sport (soprattutto arti marziali e pugilato) ed ha vinto i campionati giovanili di judo nel 1994, divenendo un'esperta combattente, tuttora in forma e in attività. 
Seppur non famosa come attrice, la Wolf è nota al pubblico per aver partecipato ad entrambi i film di Chris Columbus Mamma, ho perso l'aereo e Mamma, ho riperso l'aereo: mi sono smarrito a New York con John Heard e Macaulay Culkin, che hanno ottenuto un grande successo, tanto che ne sono stati fatti ben altri due seguiti nei quali però Hillary non ha recitato.

## Filmografia

### Cinema
- Aspettando la luce (1990)
- Mamma, ho perso l'aereo (Home Alone), regia di Chris Columbus (1990)
- Dall'oggi al domani (Von Heute auf Morgen), regia di Jean-Marie Straub e Danièle Huillet (1991)
- Mamma, ho riperso l'aereo: mi sono smarrito a New York (Home Alone 2), regia di Chris Columbus (1992)

### Televisione
- American Playhouse – serie TV, 1 episodio (1984)
- First Steps – film TV (1985)
- Disneyland – serie TV, 2 episodi (1986)
- I'll Take Manhattan – miniserie TV (1987)
- Murder Ordained – miniserie TV (1987)